# Мелекеок
Мелекеок је једна од шеснаест административних области острвске државе Палау. Налази се на источној обали острва Бабелдаоб које је највеће острво државе Палау и друго по величини у региону Микронезије. Од 7. октобра 2006. године седиште владе Палауа је премештено из дотадашње престонице Корора у Мелекеок. Зграда капитола у којој је седиште палауанске владе се налази на брду Нгерулмуд у Мелекеоку.
Према последњем попису становништво административне области Мелекеок представља 9390 житеља. Они настањују седам села међу којима је и престоница:
1. Мелекеок
2. Ертонг
3. Нгебурч
4. Нгеремечелуч
5. Нгермелеч
6. Нгерубеснаг
7. Нгерулинг

Мелекеок обухвата површину од 28,5 km² у области која се налази између Нгчесар на југу и Нгивал на северу. Језеро Нгардок је највећа природна водена површина на копну у области Микронезије, површине 493 хектара, у њему живи мала популација слановодних крокодила Crocodylus porosus.

## Становништво
| Година       |
| Становништво |
| ------------ |